# 823
Cette page concerne l'année 823  du calendrier julien. Pour l'année 823 av. J.-C., voir 823 av. J.-C.
L'année 823 est une année commune qui commence un jeudi.

## Événements

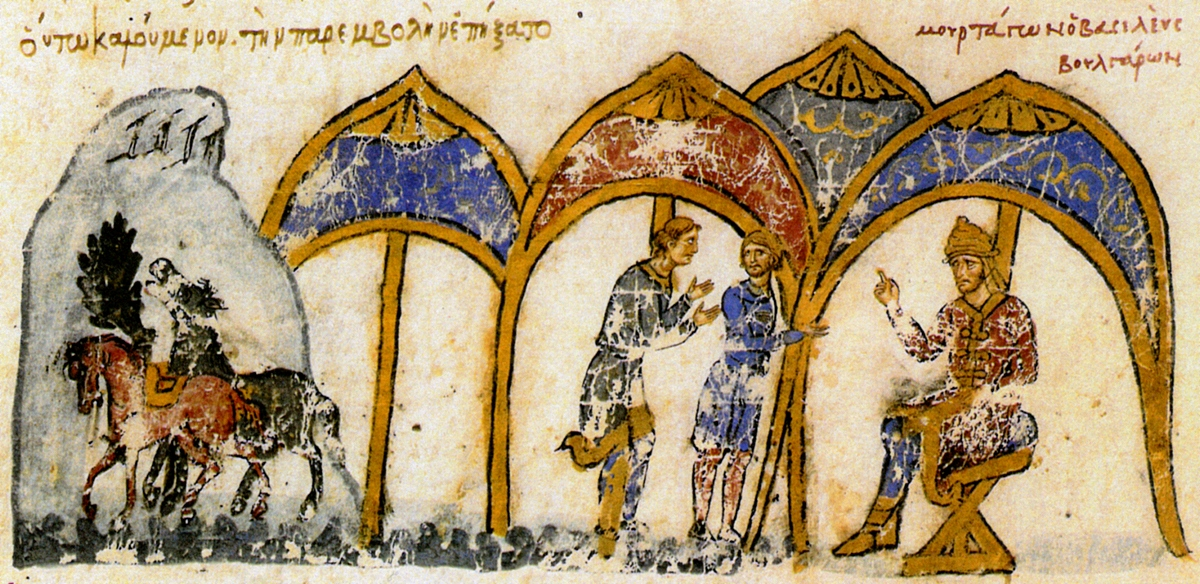
Le khan Omourtag envoie une délégation à Michel II. Il lui propose son aide dans sa lutte contre Thomas le Slave ; le basileus refuse, mais la paix entre les Bulgares et l'Empire byzantin est confirmée.

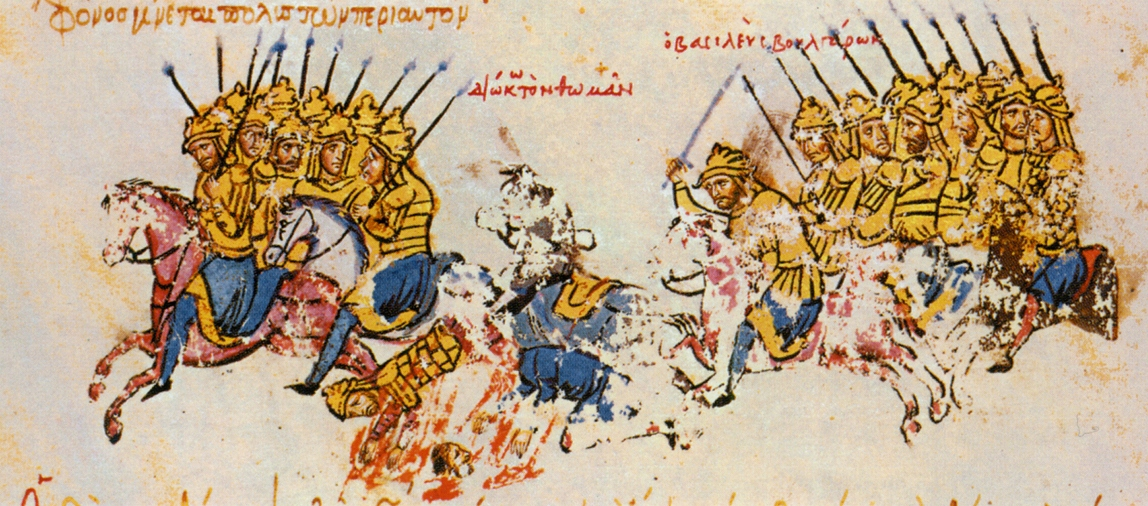
Les Bulgares envahissent la Thrace en mars, et battent Thomas le Slave, ce qui permet à Michel II de reprendre la main dans la guerre civile Enluminures tirées de la chronique de Jean Skylitzès.

- Mars : les Bulgares du khan Omourtag envahissent la Thrace. Ils sont victorieux du général byzantin révolté Thomas le Slave à Aqueduct près d'Héraclée. Thomas doit lever le siège de Constantinople. L'empereur byzantin Michel II reprend le dessus avec le concours de la flotte qui le rallie après la victoire du khan Bulgare. Thomas le Slave doit se réfugier à Arcadiopolis[1] qui est assiégée. Il meurt supplicié en octobre[2].
- 5 avril : le jour de Pâques, Louis le Pieux fait sacrer son fils Lothaire par le pape Pascal Ier à Rome[3].
- 13 juin : à la naissance de Charles le Chauve l’Ordinato imperii de 817 est caduc[3]. Louis le Pieux est partagé entre Lothaire et les clercs partisans de l’unité et Judith de Bavière qui veut un partage du royaume en faveur de son fils. La crise éclate en 826-829.
- 15 octobre : Thomas le Slave est livré par la population d'Arcadiopolis et supplicié[4]. Fin de la guerre civile dans l'empire byzantin.

- Raid viking sur le monastère de Bangor en Irlande[5].

## Naissances en 823
- 13 juin : Charles II le Chauve (mort le 6 octobre 877), roi de France (843 - 877) et empereur d'Occident (875 - 877), fils de Louis Ier le Pieux et de Judith de Bavière[3].

## Décès en 823
- Boniface Ier de Toscane.